# Культурний ландшафт
Культурний ландшафт — це термін, який описує територію, де природне середовище і людська діяльність переплітаються, створюючи унікальний простір.Культурний ландшафт є результатом впливу людської діяльності на навколишнє середовище. Це місце, де люди, працюючи і живучи, змінюють природу і створюють свій особливий простір. Наприклад, це може бути старе місто з характерною архітектурою, парк, посаджений кілька століть тому, або великий регіон, де природа і культура переплелися таким чином, що разом вони утворюють частину історії та культурної спадщини.
Ці ландшафти є важливими для збереження культурної спадщини, оскільки вони демонструють, як люди взаємодіяли з природою та змінювали її відповідно до своїх потреб і уявлень.

### Риси культурного ландшафту
Важливою рисою культурного ландшафту є те, що напрям господарської діяльності узгоджується з природними властивостями, ця діяльність спрямована на зменшення негативного впливу несприятливих для господарства і життєдіяльності людини фізико-географічних (природних) процесів (ерозії, селів, зсувів, заболочування, засолення, посух та ін.) і максимального відтворення природних ресурсів. 
У культурному ландшафті регулюється стік, водно-тепловий режим, геохімічний баланс (внесення добрив, відведення засолених вод), раціональне природокористування передбачає охорону ландшафту від руйнування і зберігає його в оптимізованому стані. 
Культурний ландшафт формуються в процесі тривалого впливу певного виду господарської діяльності: землеробства (богарного, зрошуваного, осушуваного, польдерного), пасовищного скотарства, лісового, водного та рекреаційного господарства (див. Рекреаційна територія), будівництва (міського, шляхового, гідротехнічного), меліорації, рекультивації земель тощо. Тому до культурних відносять агроландшафти, оазисні, меліоровані, лісо-господарчі, урбанізовані, архітектурні ландшафти, лісопарки, дендропарки та ін. Необхідною умовою нормального функціонування, збереження і збагачення культурного ландшафту є постійний догляд за ним, раціональне впорядкування його з регульованим і нормованим природокористуванням.